# Qatar Total Open 2013
Qatar Total Open 2013 - жіночий професійний тенісний турнір, що проходив на кортах з твердим покриттям. Це був 11-й турнір. Належав до категорії Premier 5 в рамках Туру WTA 2013. Відбувся в International Tennis and Squash complex у Досі (Катар) з 11 до 17 лютого 2013 року.

## Очки і призові

### Нарахування очок
| Дисципліна       | П   | Ф   | ПФ  | ЧФ  | 1/8 | 1/16 | 1/32 | Q   | Q2  | Q1  |
| Одиночний розряд | 900 | 620 | 395 | 225 | 125 | 70   | 1    | 30  | 20  | 1   |
| Парний розряд    | 900 | 620 | 395 | 225 | 125 | 1    | Н/Д  | Н/Д | Н/Д | Н/Д |

### Призові гроші
| Дисципліна       | П        | Ф        | ПФ       | ЧФ      | 1/8     | 1/16    | Round of 64 | Q2     | Q1     |
| Одиночний розряд | $426,000 | $213,000 | $106,435 | $49,040 | $24,300 | $12,480 | $6,415      | $3,560 | $1,840 |
| Парний розряд *  | $122,000 | $61,600  | $30,490  | $15,340 | $7,780  | 3,840   | Н/Д         | Н/Д    | Н/Д    |

* на пару

## Учасниці основної сітки в одиночному розряді

### Сіяні пари
| Країна     | Гравчиня           | Рейтинг1 | Сіяна |
| ---------- | ------------------ | -------- | ----- |
| Білорусь   | Вікторія Азаренко  | 1        | 1     |
| США        | Серена Вільямс     | 2        | 2     |
| Росія      | Марія Шарапова     | 3        | 3     |
| Польща     | Агнешка Радванська | 4        | 4     |
| Німеччина  | Анджелік Кербер    | 6        | 5     |
| Італія     | Сара Еррані        | 7        | 6     |
| Чехія      | Петра Квітова      | 8        | 7     |
| Австралія  | Саманта Стосур     | 9        | 8     |
| Франція    | Маріон Бартолі     | 10       | 9     |
| Данія      | Каролін Возняцкі   | 11       | 10    |
| Росія      | Надія Петрова      | 12       | 11    |
| Росія      | Марія Кириленко    | 13       | 12    |
| Сербія     | Ана Іванович       | 14       | 13    |
| Словаччина | Домініка Цібулкова | 15       | 14    |
| Італія     | Роберта Вінчі      | 16       | 15    |
| США        | Слоун Стівенс      | 17       | 16    |
| Чехія      | Луціє Шафарова     | 18       | 17    |

- 1 Рейтинг подано станом на 4 лютого 2013.

### Інші учасниці
Нижче наведено учасниць, які отримали вайлдкард на участь в основній сітці:
- Фатма Аль Набхані
- Гейді Ель Табах
- Унс Джабір

Нижче наведено гравчинь, які пробились в основну сітку через стадію кваліфікації:
- Катерина Бичкова
- Віра Душевіна
- Каролін Гарсія
- Надія Кіченок
- Тадея Маєрич
- Бетані Маттек-Сендс
- Юлія Путінцева
- Анастасія Родіонова

Учасниці, що потрапили до основної сітки як щасливий лузер:
- Дарія Гаврилова
- Мервана Югич-Салкич

### Відмовились від участі
До початку турніру
- Лі На (травма лівої щиколотки)
- Домініка Цібулкова
- Бояна Йовановські (травма спини)

### Знялись
- Марія Кириленко (травма плеча)
- Варвара Лепченко (хвороба верхніх дихальних шляхів)
- Катерина Макарова (left hill injury)
- Яніна Вікмаєр (low травма спини)

## Учасниці основної сітки в парному розряді

### Сіяні пари
| Країна            | Гравчиня               | Країна   | Гравчиня           | Рейтинг1 | Сіяна |
| ----------------- | ---------------------- | -------- | ------------------ | -------- | ----- |
| Італія            | Сара Еррані            | Італія   | Роберта Вінчі      | 1        | 1     |
| Росія             | Надія Петрова          | Словенія | Катарина Среботнік | 20       | 2     |
| США               | Ракель Копс-Джонс      | США      | Абігейл Спірс      | 27       | 3     |
| Іспанія           | Нурія Льягостера Вівес | КНР      | Чжен Цзє           | 30       | 4     |
| Китайський Тайбей | Сє Шувей               | США      | Лізель Губер       | 33       | 5     |
| Німеччина         | Анна-Лена Гренефельд   | Чехія    | Квета Пешке        | 35       | 6     |
| Чехія             | Андреа Главачкова      | Чехія    | Луціє Шафарова     | 40       | 7     |
| США               | Бетані Маттек-Сендс    | Індія    | Саня Мірза         | 46       | 8     |

- 1 Рейтинг подано станом на 4 лютого 2013.

### Інші учасниці
Нижче наведено пари, які отримали вайлдкард на участь в основній сітці:
- Фатма Аль Набхані /  Катрін Верле
- Каролін Гарсія /  Крістіна Макгейл
- Петра Квітова /  Яніна Вікмаєр
- Александріна Найденова /  Франческа Ск'явоне

Нижче наведено пари, які отримали місце в основній сітці як заміни:
- Марія Елена Камерін /  Сімона Халеп
- Юстина Єгйолка /  Вероніка Капшай
- Людмила Кіченок /  Надія Кіченок

### Відмовились від участі
До початку турніру
- Варвара Лепченко (хвороба верхніх дихальних шляхів)
- Катерина Макарова (left hill injury)
- Яніна Вікмаєр (травма поперекового відділу хребта)

## Переможниці та фіналістки

### Одиночний розряд
- Вікторія Азаренко —  Серена Вільямс, 7–6(8–6), 2–6, 6–3

### Парний розряд
- Сара Еррані /  Роберта Вінчі —  Надія Петрова /  Катарина Среботнік, 2–6, 6–3, [10–6]